# Max Conrat (Cohn)
Max Joseph Adolph Conrat (født 16. september 1848 i Breslau, død 13. december 1911 i Heidelberg) var en tysk retslærd.
Conrat, der var født af jødiske forældre under navnet Cohn, blev 1873 privatdocent i Heidelberg, 1874 ekstraordinær og 1875 ordentlig professor i Zürich. Han var 1878-1907 professor i Amsterdam. Af Conrats skrifter, der bærer vidne om ualmindelig lærdom og forfatterens sikre og bestemte forskning, skal, foruden talrige fortrinlige afhandlinger, følgende fremhæves: Zum römischen Vereinsrecht. Abhandlungen aus der Rechtsgeschichte (1873), Das Florentiner Rechtsbuch (1882), Die epitome exactis regibus (1884), Der Pandekten- und Institutionenauszug der Britischen Dekretalensammlung (1887), det grundlæggende og betydelige Geschichte der Quellen und Litteratur des Römischen Rechts im früheren Mittelalter I (1891), Die Christenverfolgungen im römischen Reiche vom Standpunkte des Juristen (1897), det mægtige Breviarium Alaricianum. Romisches Recht im fränkischen Reich in systematischer Darstellung (1903), Die Lex Romana canonice compta, Römisches Recht im frühmittelalterlichen Italien (1904), Die Entstehung des Westgothischen Gaius (1905) og Der Westgothische Paulus (1907). Conrat oversatte og bearbejdede desuden T.M.C. Assers internationale privatret (Berlin 1880) og Jan Kappeyne van de Coppellos romerretlige afhandlinger (Stuttgart 1885). Efter hans overgang til kristendommen 1880 udgav han sine skrifter under navnet Conrat (Cohn).